# 珠江镇
珠江镇是中國江蘇省南京市浦口区曾存在的的一個鎮，早期為舊江浦縣的縣城所在。2006年，更名为江浦街道。江浦街道现在共有人口10万多人，辖13个居委会、16个村。